# 魔女嘉莉
《魔女嘉莉》是史蒂芬·金所著的恐怖小說，於1974年出版，這是他成名的處男作。作品中敘述了校園欺凌及基督教基本教義派的環境，對主角嘉莉·懷特（Carrie White）造成的人格傷害及扭曲。

## 出版經過
當時27歲的史蒂芬任職教師，已經與塔比莎·史布魯斯結為連理，兩人婚後育有二子一女。但史蒂芬一直有酗酒問題，令到一家人的生活十分拮据，要靠史蒂芬投稿到花花公子等賺取額外的稿費，以應付家庭的開支。史蒂芬最初寫魔女嘉莉時只是寫一篇短篇小說到雜誌，但寫了三頁後卻發現短篇小說無法表達整個故事，而改寫長篇小說又怕沒有雜誌社接受投稿，因此寫了三頁便放棄並把草稿拋到垃圾桶，但史蒂芬最主要放棄的原因是他認為自己無法了解女性的心理和生理，以致無法控制嘉莉這個角色。後來史蒂芬的太太塔比莎在垃圾桶中找回三張原稿，並告訴丈夫這個故事將會成功，於是史蒂芬繼續寫下去。

## 故事簡介
嘉莉生長在緬因州小鎮詹柏林（Chamberlain）的單親家庭，母親是宗教狂熱分子，對嘉莉百般折磨，使她長期生活在壓力下。在學校，她同樣是受到欺凌的對象，十六歲時才第一次月經，因此被同學取笑及羞辱。校長為此取消其中一位施暴者克莉絲參與畢業晚會的資格，克莉絲自此更憎恨嘉莉。另一位有份參與欺凌的同學蘇·史耐爾則對此感到內疚，並叫男朋友湯米邀請嘉莉出席畢業晚會。在晚會上，湯米和嘉莉被選為舞會國王、皇后，接受頒獎時，克莉絲利用機關使暗藏在舞台上方的豬血桶潑下，將嘉莉潑得全身血紅，而湯米被墜落的桶子砸昏。嘉莉實際上繼承了念動力的基因，此時因為長期受壓迫的情緒爆發，而形成了強大的破壞能力。嘉莉用念動力，使舞會現場陷入火海、殺死嘲弄自己的同學，並在全鎮製造了數起火災、漏電、加油站爆炸等事故，回到家後，視嘉莉為惡魔的母親拿刀刺傷嘉莉，而嘉莉在用念力殺死母親之後，因為失血過多，也在凌晨死亡。
「黑色舞會」事件及詹柏林慘劇總共造成全鎮400餘人死亡，並在事件發生後逐漸成為廢鎮。校長及嘉莉的體育老師提出辭職，調查委員會、學者、媒體、以及災難的生還者（包括蘇·史耐爾）在事件發生後撰寫的諸多文章、書籍、報告及紀錄穿插於小說的情節中。

## 改编作品
- 魔女嘉莉分別於1976年（西席·斯貝西克主演）、1999年、2002年及2011年被改編成電影及電視影集。1988年曾被改編成百老匯音樂劇。

- 原定 2013年3月亦將上映新翻拍的電影《魔女嘉莉》，但後來延期到 2013年10月上映，亞洲地區則在2013年11月上映，由克蘿伊·摩蕾茲主演嘉莉。